# Cajoo
Cajoo est une start-up française de quick commerce fondée par Henri Capoul, Guillaume Luscan et Jérémy Gotteland. Son siège social se situe dans le 8e arrondissement de Paris.
La pandémie de Covid-19, les différents confinements et les couvre-feux de 2020-2021 ont favorisé le développement de la livraison à domicile. Cajoo se positionne sur le marché des petites courses d’appoint de dernière minute.

## Histoire
Créée à Paris en janvier 2021, Cajoo se développe grâce à des dark stores qui stockent des denrées, des produits d’hygiène et des produits de nettoyage. 
Cajoo dessert initialement le 9e arrondissement de Paris. L’entreprise se développe et atteint[pas clair] une vingtaine de lieux dans Paris. En général, ces entrepôts ont une surface d’une centaine de mètres carrés. Chacun couvre une zone de près de 2 km de rayon, afin de permettre aux livreurs de respecter la limite de 15 minutes de temps de livraison. Alors que ses concurrents Uber Eats, Just Eat ou Deliveroo, qui livrent d'ailleurs historiquement plutôt des repas que des courses, Cajoo embauche ses employés et ses livreurs comme salariés, et non comme micro-entrepreneurs. La start-up compterait près de 600 livreurs salariés dans toute la France.

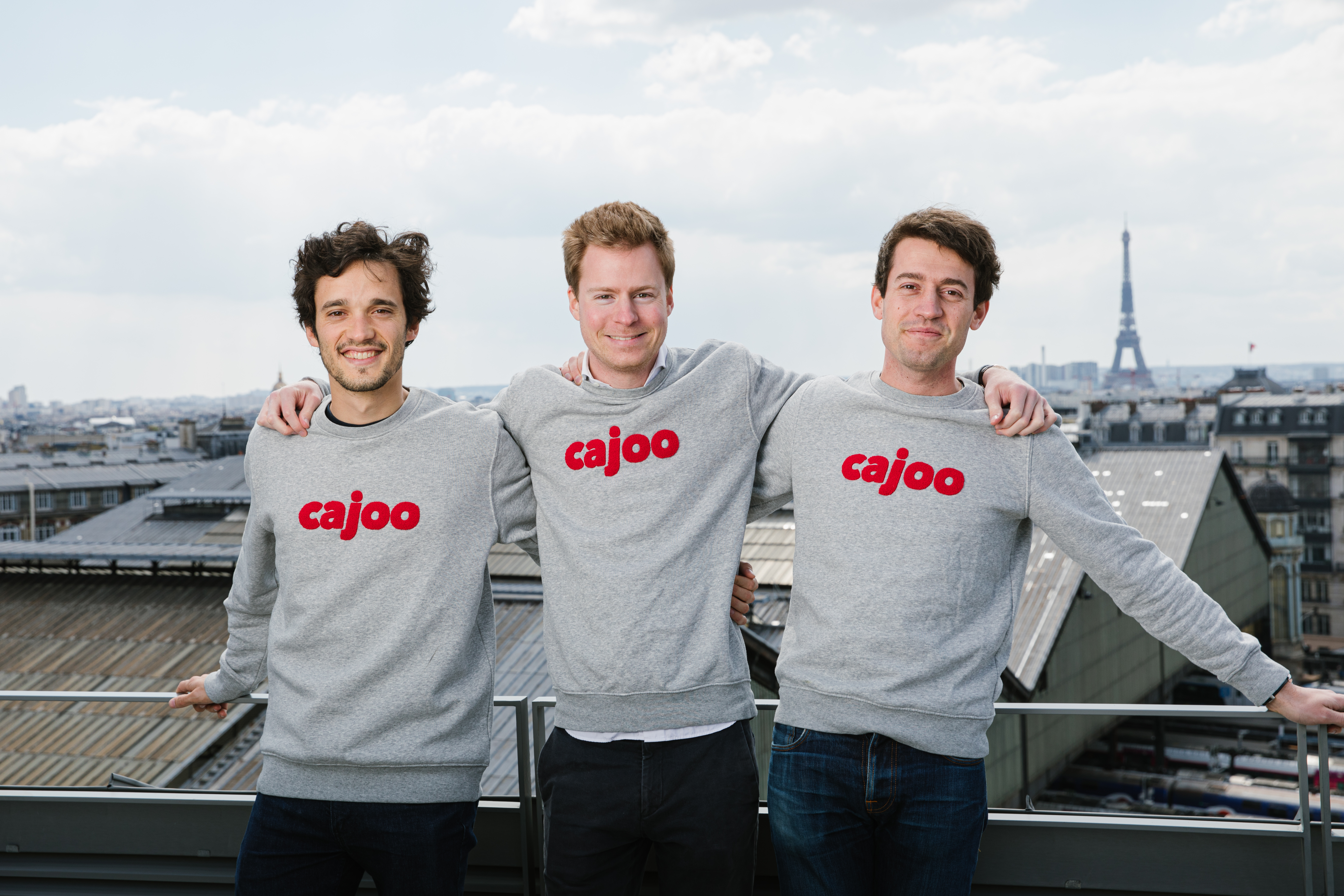
Les trois fondateurs de Cajoo.

Le modèle consiste à livrer des courses grâce à des livreurs utilisant des vélos électriques. L’application mobile de Cajoo propose environ 3 000 références. Ils ont notamment réussi à se développer car ils proposaient des produits alimentaires au prix du marché. Le service est disponible tous les jours du lundi au dimanche, de 7 heures à minuit en semaine et de 7 heures à 2 heures du matin le week-end.,.
Juste après son lancement, Cajoo fait une collecte de fonds de six millions d’euros en février 2021 afin de constituer leur capital d'amorçage. Quelques mois plus tard, en septembre 2021, Cajoo s’associe à l'enseigne Carrefour, ce qui lui permet de lever près de 40 millions d'euros. La marque intègre donc le capital de la jeune start-up mais le service de Cajoo ne sera pas proposé directement aux clients de Carrefour. Cette levée de fonds vise à se développer plus vite que ses principaux concurrents et à permettre de développer un approvisionnement plus rapide et plus compétitif. De plus, ils espèrent pouvoir affirmer leur position sur le marché du « quick commerce ». 
En septembre 2021, Cajoo revendique 150 000 utilisateurs et 350 000 l'année d'après. L'entreprise est installée dans une quinzaine villes françaises dès 2022, comprenant Paris et plusieurs villes franciliennes, Lyon, Marseille, Montpellier, Lille, Toulouse, Bordeaux et Nantes.
Le 16 mai 2022, Flink annonce l'acquisition de Cajoo, la marque devant disparaître durant l'année et le partenariat avec Carrefour devant être étendu à Flink,. Flink dépose finalement le bilan en avril 2024.